# West Harrow (stanice metra v Londýně)
West Harrow je stanice londýnského metra, otevřená 17. listopadu 1913. Nachází se na lince:
- Metropolitan Line (mezi stanicemi Rayners Lane a Harrow-on-the-Hill)

| Rok  | Počet cestujících |
| ---- | ----------------- |
| 2011 | 1,08 mil          |
| 2012 | 1,10 mil          |
| 2013 | 1,13 mil          |
| 2014 | 1,20 mil          |